# Team Homer
"Homer Bowlinglag" är avsnitt tolv från säsong sju av Simpsons. Avsnittet sändes på Fox i USA den 7 januari 1996. I avsnittet böjar Homer bowla med Moe, Apu och Otto. Efter Mr. Burns upptäcker att han betalat deras klubbavgift för bowlinghallen går han med i laget men han är ingen bra bowlare. Efter att Barts T-shirt startat ett upplopp på skolan tvingas eleverna ha skoluniformer vilket de avskyr.
Avsnittet skrevs av Mike Scully och regisserades av Mark Kirkland. Idén kom från Scully som själv bowlar. Avsnittet fick en Nielsen ratings på 9.4 och var det tredje mest sedda programmet på Fox under veckan. Marcia Wallace gästskådespelar som Edna Krabappel.

## Handling
Homer, Moe, Apu och Otto ska bowla men har inte de 500 amerikanska dollarna som krävs för att få spela i lagturningen, så de ber Mr. Burns att bli deras sponsor, och han betalar pengarna omedveten om vad pengarna går till. Bart har genom ett nummer av Mad Magazine fått en tröja där det står "ner med läxorna". Då eleverna i skolan ser hans tröja startar de ett upplopp och skolan bestämmer sig för att eleverna ska ha skoluniformer och genast blir skolan en mönsterskola.
I bowlinghallen går det bra för Homer, Moe, Apu och Otto tills Mr. Burns kommer över för att få tillbaka sina pengar, då han upptäckt utbetalningen som han råkade göra. Han ser deras glädje i att bowla och bestämmer sig för att bli en i laget och Otto sparkas. Mr. Burns är en usel bowlare och det går allt sämre för laget efter detta.
Eleverna har rast och det börjar regna. Kläderna visar sig inte ha vattenfasta färger och klädernas nya färger gör att eleverna slutar bli mönsterelever och återgår till sitt gamla liv. Homer tänker peta Burns från laget innan finalen men då han ger dem nya tröjor bestämmer de sig för att låta honom vara med ändå. Inför sista klotet välter Otto en klotmaskin i bowlinghallen och vibrationerna från fallet hjälper Burns sista klot att få ner den sista pinnen och laget vinner. Burns tar hem pokalen och resten av lagmedlemmarna bestämmer sig för att sno tillbaka den, men det går dåligt och Homer fastnar vid grinden och blir jagad av hundar medan de andra lagmedlemmarna som är på andra sidan av gallret springer iväg.

## Produktion
Avsnittet skrevs av Mike Scully som själv bowlar, vilket gav honom idén till avsnittet. Idén att barnen skulle få skoluniformer kom från Scullys barn vars skola har övervägt att börja med skoluniformer vilket de inte gillar.
David Mirkin anser att avsnittet är riktigt roligt för att så många karaktärer är med i det och för att det har en utmärkt animering. Mirkin gillar att rollfigurerna tävlade i lag mot varandra och resultatet av det. Man ser hur Homers grupp är ett gäng som trivs ihop.
Avsnittet regisserade av Mark Kirkland. Kirkland kände press på sig då det redan hade gjorts ett bowlingavsnitt, "Life on the Fast Lane". Kirkland och produktionspersonalen på Film Roman besökte en bowlinghall och åt lunch för att få inspiration och rita mallar. I avsnittet ser man Jacques som var med i förra bowlingavsnittet men utan repliker, andra figurer är Mindy Simmons, Lurleen Lumpkin och Prinsessan Kashmir som alla är tjejer som flörtat med Homer. Mirkin gillade att genom avsnittet kunde de produdcera Simpsons-produkter med bowlingtema från avsnittet. Scully gillar bowlingklotet de gjorde för den var gul och hade Simpsons-loggan på sig.
Avsnittet tillägnades Doris Grau sedan hon hade avlidit strax innan avsnittet sändes. I en scen visas Homers troféhylla, ett pris där är en Oscars tillhörande Haing S. Ngor. Efter att han avled ersattes hans namn med Don Ameche som återfinns på repriser och videoutgåvor. De bytte namn för att man inte skulle tro att Homer stal den efter att han avlidit. Marcia Wallace gästskådespelar som Edna Krabappel.

## Kulturella referenser
Bart och Milhouse köper i avsnittet ett nummer av Mad Magazine. Bart har en tröja på sig där det står ner med läxorna med ett tryck från Mad-tidningen. Då Milhouse upptäcker att de ska få skoluniformer härmar han "Woody Allen". Sista ronden i bowlingfinalen är en referens till Tom i bollen. Homer sjunger en egen version av "Mr. Roboto". Moe försöker bryta av Mr. Burns ben med en kofångare som Shane Stant gjorde mot Nancy Kerrigan under 1994.
Då Martin och Lisa visar upp sina skoluniformer för skolan spelas "Spanish Flea".

## Mottagande
Avsnittet hamnade på plats 58 över mest sedda program med en Nielsen ratings på 9.4. Det var det fjärde mest sedda på Fox under veckan.
Avsnittet är det femte bästa avsnittet i seriens historia enligt MSNBC. De gillar att avsnittet visar hur Bart är beroende av att få folk att skratta och Homers idé över hur personer som ändrar sig alltid ändrar sig tillbaka snabbt. Hos DVD Movie Guide har Colin Jacobson sagt att idén med skoluniformer var den bästa delen i avsnitten och att de skämtar med Mad Magazine. Jacobson anser att bowlingdelen har några fina ögonblick också. Jennifer Malkowski från DVD Verdict anser att den bästa delen i avsnittet är då Homer lägger på luren efter att sagt att hans barn lyssnar. Hon gav avsnittet betyget A-. Mirkin anser att avsnittet var utmärkt och hyllade Scullys manus.
I boken I Can't Believe It's a Bigger and Better Updated Unofficial Simpsons Guide av Warren Martyn och Adrian Wood har de skrivit att avsnittet är ett av deras minsta favoritavsnitt. De anser att idén med skoluniformer var bättre än bowlingen. De gillar mest scenen då Martin och Lisa visar upp de nya kläderna.